# Ти осяюєш моє життя (фільм)
«Ти ося́юєш моє́ життя́» (англ. You Light Up My Life) — американська романтична драмедія 1977 року Джозефа Брукса, який виступив сценаристом, режисером і продюсером фільму. Фільм отримав 1978 року премії «Оскар» і «Золотий глобус» у категорії «Найкраща пісня до фільму», а також був номінований на нагороду «Греммі» у категорії «Пісня року» за титульну пісню з однойменною назвою — «You Light Up My Life».

## Сюжет
Головна героїня фільму Лора Робінсон (Діді Конн) з дитячих років жила в середовищі шоу-бізнесу та допомагала батьку-комедіанту Саю Робінсону (Джо Сільвер). Лора мріє стати співачкою, автором пісень і актрисою, однак, щоб не засмучувати свого батька, намагається піти його професійним шляхом. Але доля зводить її з режисером Крісом Ноланом (Майкл Заслоу), який терміново шукає заміну головної героїні та виконавицю пісень для свого фільму.

## Факти
Сайт «Internet Movie Database» наводить факти, які можуть бути цікавими та надати додаткове уявлення про фільм:
- Всі пісні у фільмі співаються акторкою Діді Конн під фонограму.
- Фактична виконувачка всіх жіночих партій для Діді Конн — Квітка Цісик.
- Будь-яка згадка у титрах про участь Квітки Цісик у записі пісень для фільму була вирізана через конфлікт з режисером Джозефом Бруксом.
- Квітка Цісик також з'являється на екрані в епізодичній ролі дружки (англ. Bridesmaid) нареченої — головної героїні фільму. У титрах вказана з помилкою як Kasey Ciszk.
- Кавер-версія головної пісні у виконанні Деббі Бун[en] протрималася 1977 року у США 10 тижнів на першому місці у чарті попмузики.

## Саундтреки
Головною музичною темою фільму є однойменна пісня у виконанні Квітки Цісик (музика та слова — Джозеф Брукс). Також були використані й інші твори Джозефа Брукса.
1977 року була випущена вінілова платівка «You Light Up My Life (Original Sound Track)» з саундтреками до фільму; загальний час звучання — 26:18. Цього ж року вийшов сингл з титульною піснею.
| Зовнішні аудіофайли A1 «You Light Up My Life» — 3:35 A2 «The Morning of My Life» — 1:50 A3 «It's a Long Way From Brooklyn» — 1:38 A4 «Phone Calls» (Joseph Brooks) — 1:47 A5 «You Light Up My Life (Instrumental)» (Joseph Brooks) — 3:02 B1 «Rolling the Chords» — 2:52 B2 «Do You Have a Piano?» — 3:32 B3 «Ride to Chris' House» (Joseph Brooks) — 0:59 B4 «California Daydreams» (Joseph Brooks) — 3:28 B5 «You Light Up My Life» — 3:35 |                                                                 |
| Зовнішні аудіофайли |                                                                 |
| | A1 «You Light Up My Life» — 3:35                                |
| | A2 «The Morning of My Life» — 1:50                              |
| | A3 «It's a Long Way From Brooklyn» — 1:38                       |
| | A4 «Phone Calls» (Joseph Brooks) — 1:47                         |
| | A5 «You Light Up My Life (Instrumental)» (Joseph Brooks) — 3:02 |
| | B1 «Rolling the Chords» — 2:52                                  |
| | B2 «Do You Have a Piano?» — 3:32                                |
| | B3 «Ride to Chris' House» (Joseph Brooks) — 0:59                |
| | B4 «California Daydreams» (Joseph Brooks) — 3:28                |
| | B5 «You Light Up My Life» — 3:35                                |